# De nare varaan
De nare varaan is het tweeënnegentigste stripverhaal uit de reeks van Suske en Wiske. Het is geschreven en getekend door Paul Geerts. 
Het is gepubliceerd in De Standaard en Het Nieuwsblad van 13 maart 1974 tot en met 24 juli 1974. De eerste albumuitgave in de Vierkleurenreeks was in januari 1975, met nummer 153.

## Locaties
- België, Studio Vandersteen, Antwerpen, Antwerpse Zoo, Indonesische Archipel, Bali, Komodo (het drakeneiland), de Lindblad Explorer

## Personages
- Suske, Wiske met Schanulleke, tante Sidonia, Lambik, Jerom, professor Barabas, Willy Vandersteen, Zaïni (van het geheime genootschap van de Gouden Kris), Djaja (hoofdman), Winston en zijn vrouw, wachtmeester, motoragenten, gek, ziekenbroeders, Lowie, admiraal, P. Ladijs, infanterie, luchtmacht, Willem de Maaier, Lowie (agent), dokter, medewerker dierentuin, de komodovaraan Komo en diens kinderen

## Het verhaal
Lambik merkt dat tante Sidonia erg eenzaam is, nu Suske en Wiske op vakantie zijn. Lambik gaat naar Studio Vandersteen en ontmoet daar Willy Vandersteen, die vertelt dat hij net terug is van een reis met de Lindblad Explorer. Hij heeft alle eilanden van de Indonesische Archipel bezocht, van Bali tot Nieuw-Guinea, en zijn hoofddoel was Komodo, het drakeneiland. De eilandbewoners zeggen dat een komodovaraan die daar leeft, eigenlijk een betoverde prins is. Lambik laat aan tante Sidonia een foto van het dier zien en zegt erbij dat dit een ideale man voor haar zou zijn. Tante Sidonia krijgt een zenuwinzinking. 
De vrienden willen de varaan naar België halen en vliegen naar Bali. Ze gaan aan boord van de M.S. Lindblad en een man hoort hen praten over de betoverde varaan. De man waarschuwt de lokale bevolking en geeft geld om de vrienden tegen te houden. De volgende dag gaan de vrienden naar het eiland met een rubberboot en zien een walvis. Ze worden ontvangen door hoofdman Djaja, die ook tovenaar is, en de lokale bevolking en krijgen dragers voor hun reis mee. De bevolking waarschuwt nog voor verbannen misdadigers en ’s nachts zien de vrienden een doodshoofd op een stok in het kamp. De dragers vluchten en de vrienden vinden de grot van de varaan. Het dier blijkt vriendelijk te zijn. Wiske kan de misdadigers verjagen. 
De vrienden worden ongemerkt geholpen door een geheimzinnige, zodat ze weer aan boord kunnen stappen als de boot arriveert. De varaan mag van de kapitein niet aan boord van het schip en Lambik gaat ’s nachts toch stiekem met het dier naar de boot, maar ze worden ontdekt als het de volgende dag de eetzaal binnen loopt. De passagiers nemen het op voor het dier en de kapitein stemt ermee in het beest te vervoeren. Zo komen de vrienden uiteindelijk met de varaan, die ze Komo noemen, in Bali. Ze worden naar een tempel gebracht en ’s nachts wordt de varaan verdoofd en meegenomen, de vrienden vinden nog een amulet maar die wordt meegenomen door Zaïni van het geheime genootschap van de Gouden Kris. De vrienden volgen Zaïni en zien hem tijdens een drakendans. Suske vindt de varaan, maar wordt samen met Lambik gevangengenomen. Dan komt een gouden beeld binnen en de misdadigers vluchten. Het blijkt Wiske te zijn en zij heeft ook de politie al gewaarschuwd. De bende van de Gouden Kris wordt opgerold en de vrienden vliegen terug naar huis. 
Tante Sidonia schrikt van het uiterlijk van het dier en belt professor Barabas, maar ze wordt uitgelachen. Lambik zegt tegen Suske en Wiske dat tante Sidonia ook overal intrapt. Ze gelooft dat het een betoverde prins is, en hij wordt naar buiten getrapt. Tante Sidonia voelt met het dier mee, omdat hij door iedereen lelijk gevonden wordt, maar Komo vertrekt omdat hij niet wil dat de vrienden ruzie krijgen door zijn schuld. Komo wil spelen met een boer en jaagt hem samen met zijn koeien weg. De politie wordt door de boer gewaarschuwd en dan wordt hij geholpen door een man, maar die wordt even later weer naar het gekkenhuis vervoerd. Professor Barabas komt langs bij tante Sidonia en hij heeft spijt dat hij haar uit heeft gelachen. Als tante Sidonia Komo om middernacht midden in een heksenkring zet, moet ze hem hypnotiseren en een stukje van zijn staart afhakken. Na dit ritueel zal de varaan veranderen in een mooie prins. ’s Nachts vindt tante Sidonia Komo in het bos en ze brengt hem naar de heksenkring, maar Komo hypnotiseert háár in plaats van andersom. Komo wordt aangereden, waarop het leger en de politie worden gewaarschuwd en het dier omsingelen. De vrienden verkleden zich als konijnen en gaan ook het bos in. Jerom redt Komo van een ontploffing. Ze bellen een dokter en Komo krijgt het een bloedtransfusie met het bloed van tante Sidonia, maar hij blijft erg zwak. 
Lambik besluit Djaja uit Indonesië op te halen. De hoofdman bekent dat het verhaal is bedacht om de verwoesting van het dorp te voorkomen. Een expeditie uit België heeft de kinderen van Komo uit het oerwoud gehaald om in de dierentuin in Antwerpen te stoppen. Komo zocht zijn kinderen en bedreigde de dorpelingen. Komo wordt naar de dierentuin gebracht en vertelt na een gelukkig weerzien met zijn kinderen dat hij trots op hen is, maar zelf terug wil naar huis. Tante Sidonia gaat elke dag naar de dierentuin om de varaankinderen een foto van hun vader te laten zien.

## Extra informatie
Komodo staat op de Werelderfgoedlijst van UNESCO.

## Uitgaven